# Services préhospitaliers d'urgence
 (décembre 2010).
Si vous disposez d'ouvrages ou d'articles de référence ou si vous connaissez des sites web de qualité traitant du thème abordé ici, merci de compléter l'article en donnant les références utiles à sa vérifiabilité et en les liant à la section « Notes et références ».

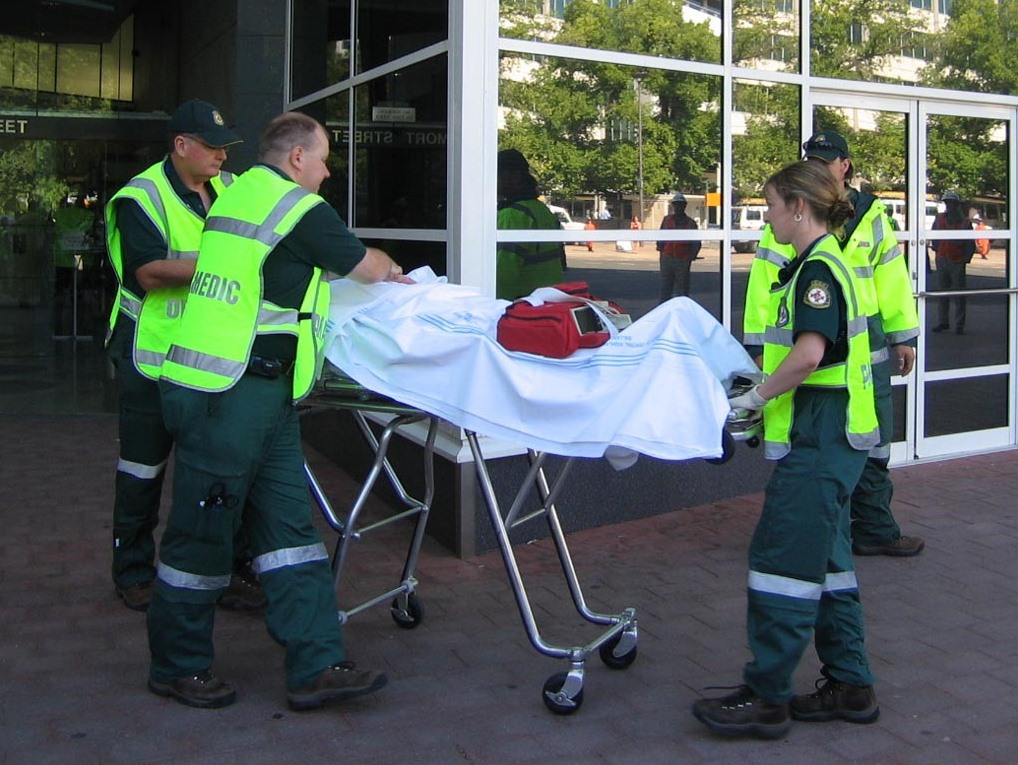
Secours paramédicaux, durant un exercice en Australie.

Les soins préhospitaliers d'urgence  sont des soins d'urgence comprenant des actes médicaux effectués par des médecins ou des personnels paramédicaux dans les hôpitaux, hors de l'hôpital ou en pratique.  Selon le niveau d'accréditation des Infirmiers professionnels certains gestes médicaux leur sont délégués  Ces gestes sont délégués formellement par le corps médical qui reste le responsable légal, et doivent s'exécuter selon des protocoles établis et révisés par une autorité médicale ou en urgence, sur prescription du médecin de garde de l'institution hospitalière ou mieux dans les pays qui possèdent un réseau SAMU par le médecin régulateur.  Le médecin régulateur du SAMU doit donc toujours être contacté par l'infirmier qui convoie un patient à bord d'une ambulance pour assurer la régulation médicale et l'orientation du patient ver l'hôpital  qu'il va choisir et avertir. Il assure ainsi aussi la sécurité légale de l'infirmier.
La notion de soins paramédicaux a dû être révisée par l'organisation des services d'ambulances d'urgence préhospitaliers, avec de nouveaux techniciens d'urgence paramédicaux ou de soins ambulanciers, anciennement appelés « chauffeurs » puis « techniciens ambulanciers » (TA) au Canada (maintenant, on utilise le sobriquet nord-américain de « Paramédics »), EMT-P (emergency medical technician-paramedic) ou Paramedics aux États-Unis, à signaler que dans ce pays ces personnels ne dépendent pas de la Santé et c'est pour cela qu'ils ne s'appellent toujours pas Paramedical Ambulance Professional. Le terme « technicien ambulancier » (TA) est toujours de vigueur dans de nombreux pays, en France c'est l'ambulancier diplômé d'État, en Allemagne, le Rettungsassistent. L'ambulancier prenant en charge un patient qu'il juge en état critique doit alerter le médecin régulateur du SAMU.
Les infirmiers diplômés, et les infirmiers spécialisés qui sont le principal contingent des personnels paramédicaux dans le monde et la référence de ces métiers, sont utilisés dans les unités de thérapie intensive mobiles (UTIM ou UMH) en France et en Europe ou au Brésil (MICU dans les pays anglo-saxons ou ils ont devenus des personnels obligatoires de ces unités d'ambulances de réanimation.

## Exercice des paramédicaux (ou d'urgence par pays)

### Paramédicaux (Belgique)
En Belgique il n'existe qu'un projet, dénommé PIT (Paramedical Intervention Team), pour officialiser l'intervention d'équipes de type paramedic constituées d'un infirmier travaillant sur base d’un protocole de soin et d'un ou plusieurs ambulanciers.
Ce projet fait l'objet d'une étude à laquelle participent plusieurs services de l'aide médicale urgente belge.

### Paramédicaux (France)
En France tend à se développer l'intervention d'infirmiers formés au protocole de soins en préhospitalier, en tant que réponse graduée située entre les secouristes, sapeurs-pompiers ou ambulanciers diplômés d'État, et l'équipe SMUR comprenant un médecin.
Le système d'infirmier protocolé s'appuie sur le statut d'infirmier sapeur-pompier : les infirmiers peuvent appliquer des protocoles de soins établis par des médecins. On parle dans ce cadre également d'« infirmiérisation des secours » ou de « médicalisation sur protocole ».
Il ne s'agit donc pas d'une profession spécifique, mais de l'évolution d'une profession existante. De plus, le Code de Santé publique stipule dans l'Article R4311-14 : « En cas d'urgence et en dehors de la mise en œuvre du protocole, l'infirmier ou l'infirmière décide des gestes à pratiquer en attendant que puisse intervenir un médecin. Il prend toutes mesures en son pouvoir afin de diriger la personne vers la structure de soins la plus appropriée à son état. » L'obligation de soin d'urgence s'impose donc à l'ensemble des infirmiers quel que soit leur niveau de formation en l'absence d'un médecin. Il est de leur responsabilité d'organiser l'orientation de la victime vers la structure de soins adaptée. De toute façon en France l'infirmier dans une ambulance reçoit des prescriptions d'un médecin et en particulier il peut, s'il n'en a pas et en a besoin, s'adresser directement au médecin régulateur du SAMU comme un infirmier d'hôpital s'adresse au médecin de garde de l'hôpital, même s'il a des protocoles de son service.

### Paramédicaux (Canada et Québec)

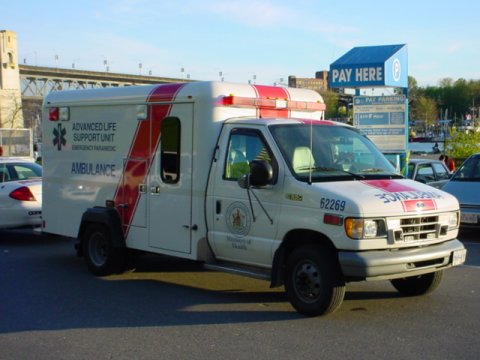
Ambulance en Colombie-Britannique, Canada.

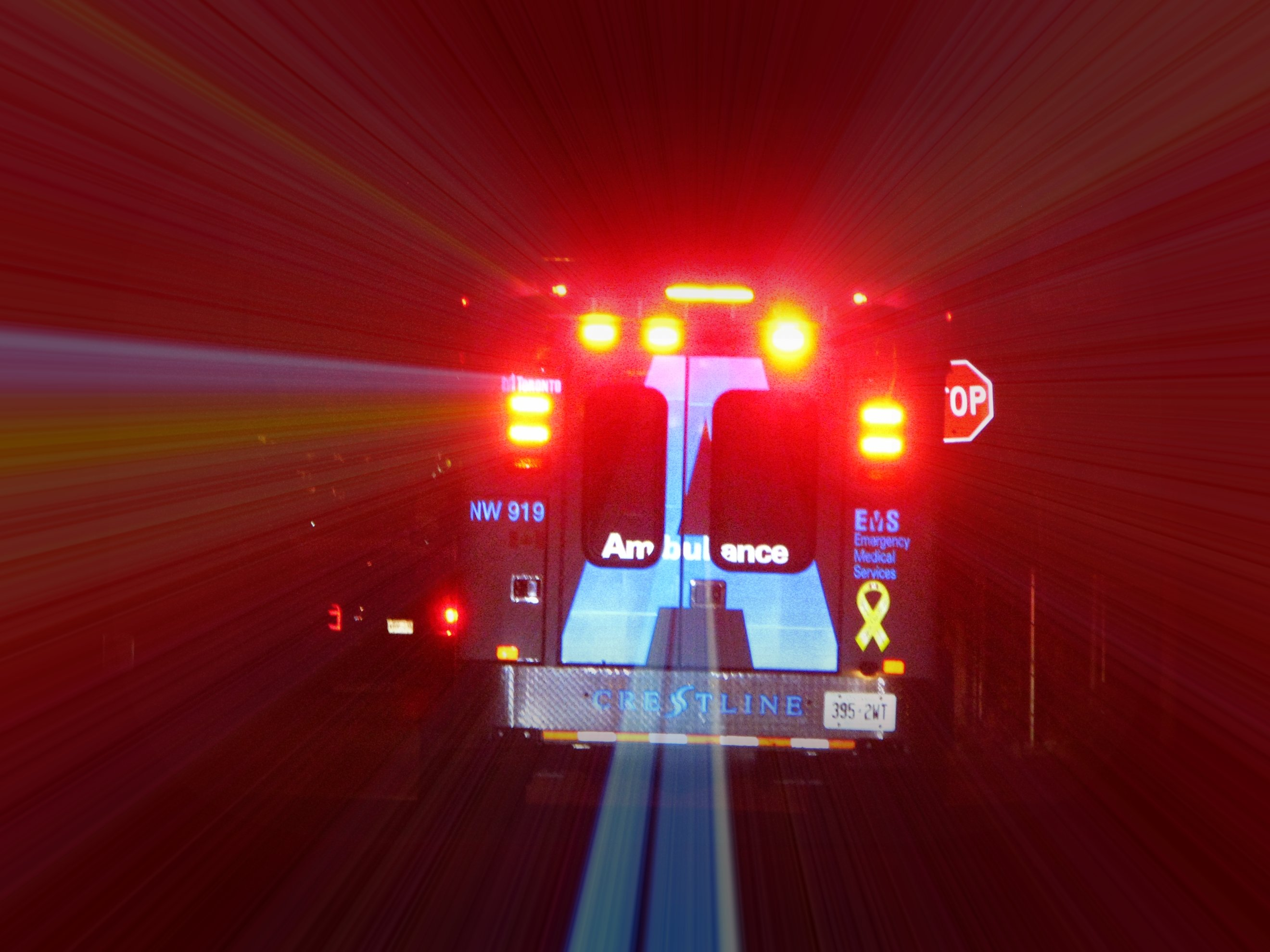
Ambulance à Toronto.

Extrait de la description de tâches provinciale au Québec : «Le rôle du technicien ambulancier/paramédic consiste à administrer au bénéficiaire les soins qu’il requiert selon les compétences et les protocoles établis, et à le transporter de façon sécuritaire dans un établissement. Le technicien ambulancier/paramédic assume les fonctions d’évaluation et de stabilisation du bénéficiaire selon les protocoles et les ressources disponibles, dans le but de pouvoir prévenir une détérioration de sa condition, avant qu’il ne reçoive les soins médicaux appropriés.»

#### Métier d'ambulancier paramédical au Québec
Le métier est en constante évolution au Québec. Le titre d'emploi technicien ambulancier a été modifié pour celui de technicien ambulancier/paramédic en mars 2008 à la suite de la signature d'un nouveau contrat de travail entre les différents syndicats de techniciens ambulanciers/paramédicaux, les entreprises privées ou coopératives de services préhospitaliers, la Corporation d'urgences-santé et le gouvernement du Québec. Toutefois, le terme largement utilisé pour désigner le technicien ambulancier paramédical au Québec est tout simplement celui de PARAMÉDIC et cela, à l'image de ce qui se fait dans une partie de la communauté internationale pour désigner ces professionnels des soins médicaux d'urgence d'ambulance. Les tâches du paramédical d'ambulance québécois ont beaucoup évolué depuis le début des années 1990, mais davantage depuis l'année 2001 avec l'arrivée des 5 médicaments administrés par ceux-ci (nitroglycérine, acide acétylsalicylique (AAS), salbutamol, épinéphrine (adrénaline) et Glucagon). Précédemment à l'arrivée des 5 médicaments, la défibrillation, la ventilation par Combitube (marque déposée) (appareil fabriqué pour les soins préhospitaliers) et l'implantation d'un moniteur défibrillateur semi-automatique (MDSA) plus performant ont été autant d'actes médicaux délégués au Paramédical d'Ambulance, à la fois par le Collège des médecins et par le ministère de la Santé et des Services Sociaux. Tous les protocoles de soins primaires pratiqués par les paramédicaux d'Ambulance au Québec sont sous la supervision du directeur médical régional et autorisés par une table de coordonnateurs médicaux composée de médecins. Les Paramédicaux d'Ambulance Québécois comprennent rarement des infirmiers diplômés et encore moins des médecins dans leur équipe, de plus ils ne sont pas en contact radiotéléphonique direct avec un médecin.

#### Formation
Deux possibilités existent actuellement pour obtenir la formation de Paramédical d'Ambulance au Québec. Ces formations de niveau collégial sont l'attestation d'études collégiale (AEC) en technique ambulancière d'une durée de 945 heures et le diplôme d'études collégiales (DEC) en soins préhospitaliers d'urgence d'une durée de 3 ans. Ces formations sont dispensées dans plusieurs établissements collégiaux au Québec Ils ont donc le niveau des Professionnels Paramédicaux Infirmiers.

#### Diversité du travail du paramédical ambulancier au Québec
Depuis quelques années, il est possible pour le paramédic de diversifier son travail. Notamment, les soins préhospitaliers avancés sont maintenant possibles par les paramédics au Québec, comme cela se fait depuis de nombreuses années dans toutes les autres provinces canadiennes, ailleurs en Amérique du Nord et sur d'autres continents. Essentiellement, les soins avancés consistent à l'application de soins/actes médicaux jusqu'à récemment réservés aux médecins. Ces soins/actes sont encadrés par des protocoles stricts dont les normes ont été édictées par le Collège des médecins et doivent se faire sous supervision médicale directe. Jusqu'à présent, les seuls endroits au Québec où sont dispensés ces soins avancés sont Montréal et Laval, les deux territoires desservis par la Corporation d'urgences-santé. Toutefois, des travaux sont en cours afin d'élaborer un programme universitaire à plus grande échelle pour le Québec.
De plus, plusieurs équipes spécialisées de Paramédicaux ambulanciers ont vu le jour depuis un certain temps, notamment à Montréal. Équipes de paramédics à vélo (dans les grands centres urbains), équipes nautiques (en collaboration avec certains corps policiers), lesquelles sont appelées à intervenir à des endroits difficiles d'accès et lors d'événements majeurs tels que les festivals, les feux d'artifice ou autre, ou encore les groupes d'intervention médicale tactique (aussi appelé GIMT) dont le concept québécois a pris naissance à Montréal il y a un peu plus de 5 ans et dont d'autres services préhospitaliers ont depuis repris le concept pour l'implanter, peu à peu, ailleurs dans la province, particulièrement dans les grands centres urbains là où la demande le justifie. Ce dernier groupe, le GIMT, est constitué de paramédics entraînés et formés avec les services partenaires, policiers et pompiers. Le rôle du GIMT, particulièrement celui de Montréal, est d'intervenir lors de situations à hauts risques, notamment lors d'appels pour personnes barricadées, de prise d'otage, de fusillade, de désordre social (manifestation ou émeute), d'acte ou d'incident à caractère terroriste ou lors de situation impliquant des matières dangereuses (aussi appelé HAZMAT). Les membres du GIMT ne sont pas armés mais possèdent des équipements spéciaux appropriés à la situation pour laquelle ils sont appelés à intervenir. À la Corporation d'urgences-santé à Montréal, les équipes spécialisées de patrouille à vélo et nautique ont réalisé 279 interventions pour l'année de référence 2008-2009, alors que le GIMT a répondu à 249 interventions à hauts risques pour la même période de référence selon le rapport annuel 2008-2009 de la Corporation d'urgences-santé. Le GIMT travaille toujours en support clinique aux partenaires policiers et pompiers.
Il existe également une équipe spécialisée à Montréal, à la Corporation d'urgences-santé, laquelle se nomme Unité de soutien technique (UST). Cette équipe composée de Paramédicaux intervient auprès de bénéficiaires à mobilité réduite (bariatrie), lors de soutien technique auprès des autres équipes de Paramédicaux Ambulanciers, lors de support aéromédical ou lorsque l'évacuation d'un bénéficiaire est complexe et nécessite des équipements particuliers pour une évacuation sécuritaire du bénéficiaire ainsi que pour assurer des méthodes de travail sécuritaires pour les paramédics, entre autres par une évaluation de structures par les membres de l'UST. L'UST créée à Montréal a été la première unité du genre à faire son apparition au Canada. Cette équipe a réalisé 2797 interventions pour l'année de référence 2008-2009 selon le rapport annuel de la Corporation d'urgences-santé.

### CRRA
Il existe dans d'autres pays des paramédicaux professionnels d'ambulance et des SAMU ou équivalents dépendants des autorités sanitaires et intégrés dans les professions paramédicales (Angleterre, Allemagne, Espagne, Portugal, Italie, Pays Nordiques Européens, d'Europe Centrale, Brésil, Chili, Colombie.) 
Le personnel assistant de régulation médicale (PARM) français a aujourd'hui un statut du ministère de la Santé qui ne le classe pas parmi les professions paramédicales. Les infirmiers diplômés sont utilisés dans de nombreux pays comme orientateurs de santé avec succès, cela faisant partie de leurs tâches professionnelles autonomes, dans des unités adjacentes au SAMU avec la possibilité d’accès direct au médecin régulateur du SAMU.